# Serra de Salines

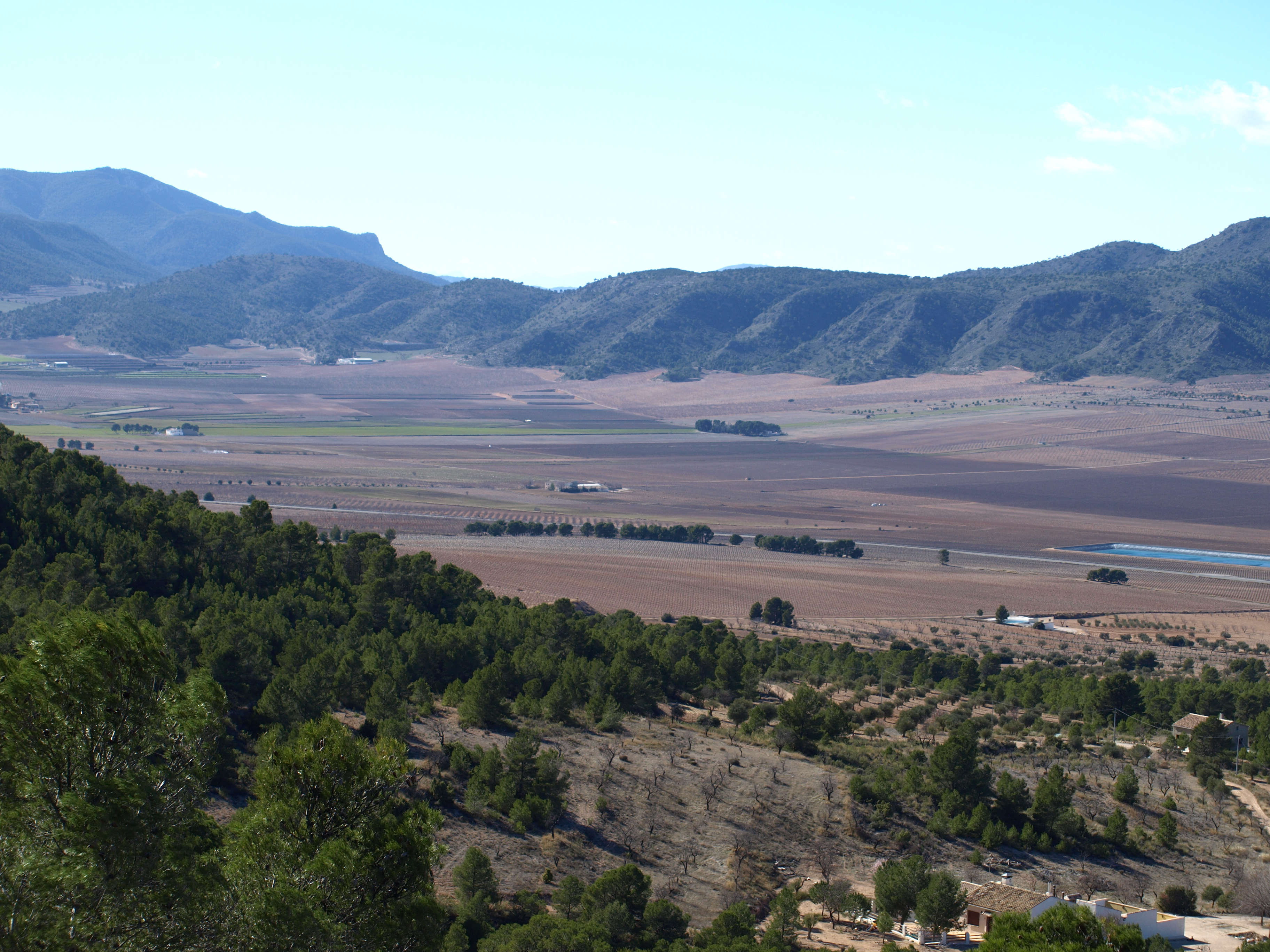
Serra de Salines.

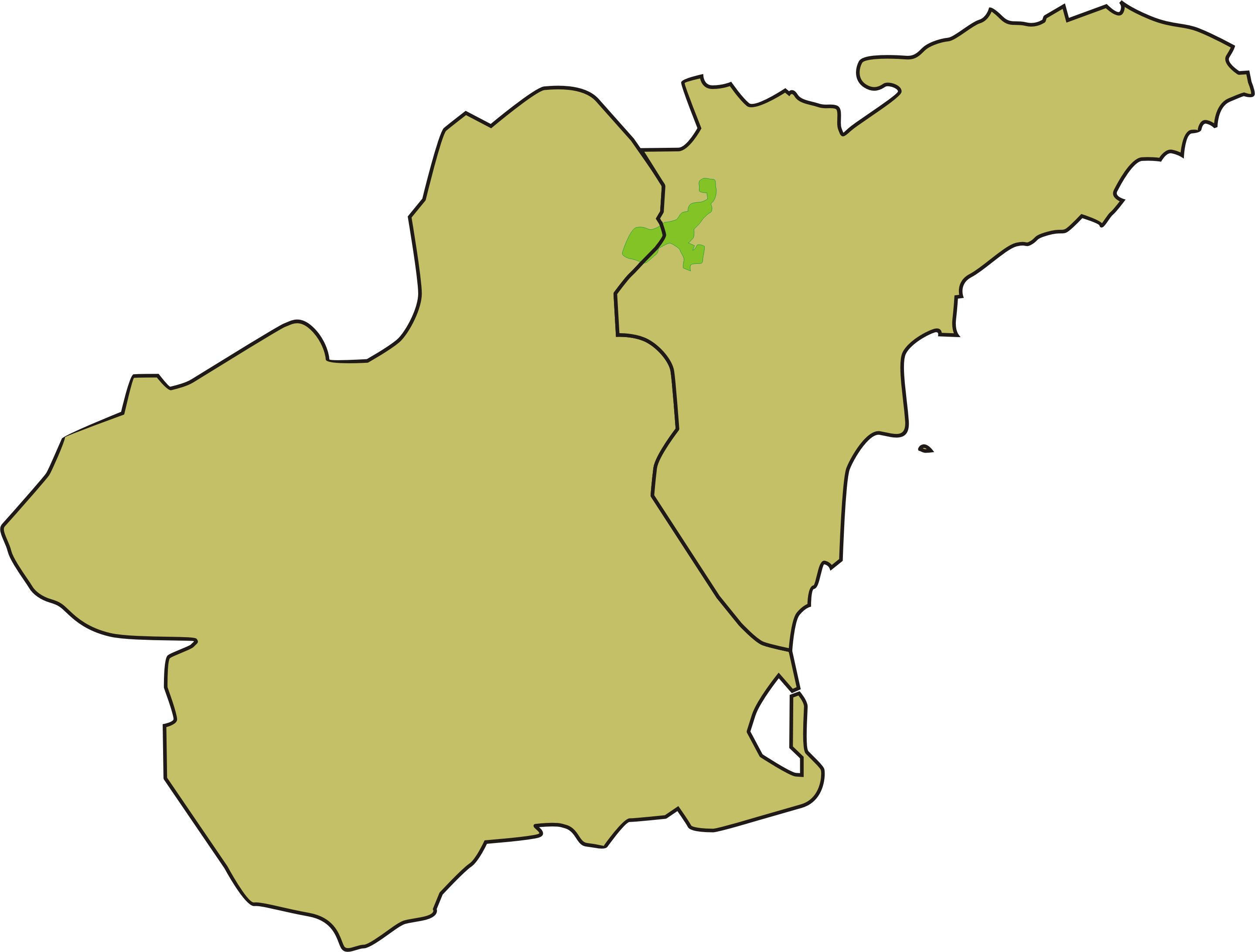
Situació al País Valencià i Múrcia

La serra de Salines és una alineació muntanyosa entre les comarques valencianes de l'Alt Vinalopó i el Vinalopó Mitjà, i el sector nord-oriental de la Regió de Múrcia (Espanya). Arriba als 1.238 metres d'alçada al cim de la Capella, a la mateixa frontera entre el País Valencià i Múrcia.
Es tracta d'un anticlinal que té continuïtat a l'oest per la Serra del Carxe. Aquest conjunt s'inscriu al Sistema Bètic, concretament al Prebètic.
En la configuració d'aquesta serra, cal destacar nombroses llomes i cabezos. La Serra de Salines està formada per un plegament de roques calcàries en el Cretaci Inferior.
Els 15 quilòmetres de longitud de la serra s'estenen entre les localitats de Salines (d'on pren el nom), Villena (Alt Vinalopó), Monòver i el Pinós (al Vinalopó Mitjà), i Iecla (a la part de Múrcia).